# Leioproctus ruficornis
Leioproctus ruficornis là một loài Hymenoptera trong họ Colletidae. Loài này được Smith mô tả khoa học năm 1879.